# ویلی براون (بازیکن فوتبال، زاده ۱۹۵۰)
ویلی براون (انگلیسی: Willie Brown؛ زادهٔ ۵ فوریهٔ ۱۹۵۰) بازیکن فوتبال در پست مهاجم اهل اسکاتلند است.

## باشگاهی
از باشگاه‌هایی که در آن بازی کرده‌است می‌توان به باشگاه فوتبال برنلی، باشگاه فوتبال برنتفورد، باشگاه فوتبال نیوپورت کانتی، باشگاه فوتبال تورکی یونایتد، باشگاه فوتبال کارلایل یونایتد و باشگاه فوتبال بارو اشاره کرد.